# Mountasset
Le Mountasset se situe à l'extrémité sud-est des monts d'Aubrac et culmine à 1 374 m. Il est l'un des sommets d'une longue barre granitique étirée est-ouest au relief monotone. Les forêts et les pistes de ski de fond y ont remplacé les pâturages et les troupeaux depuis les années 1960.

## Toponymie
Sur les anciennes cartes Cassini, le massif du Mountasset apparaissait clairement et avait même tendance à former un ensemble distinct de l'Aubrac alors que sur les cartes modernes, le nom n'apparaît plus.

## Géographie

### Topographie

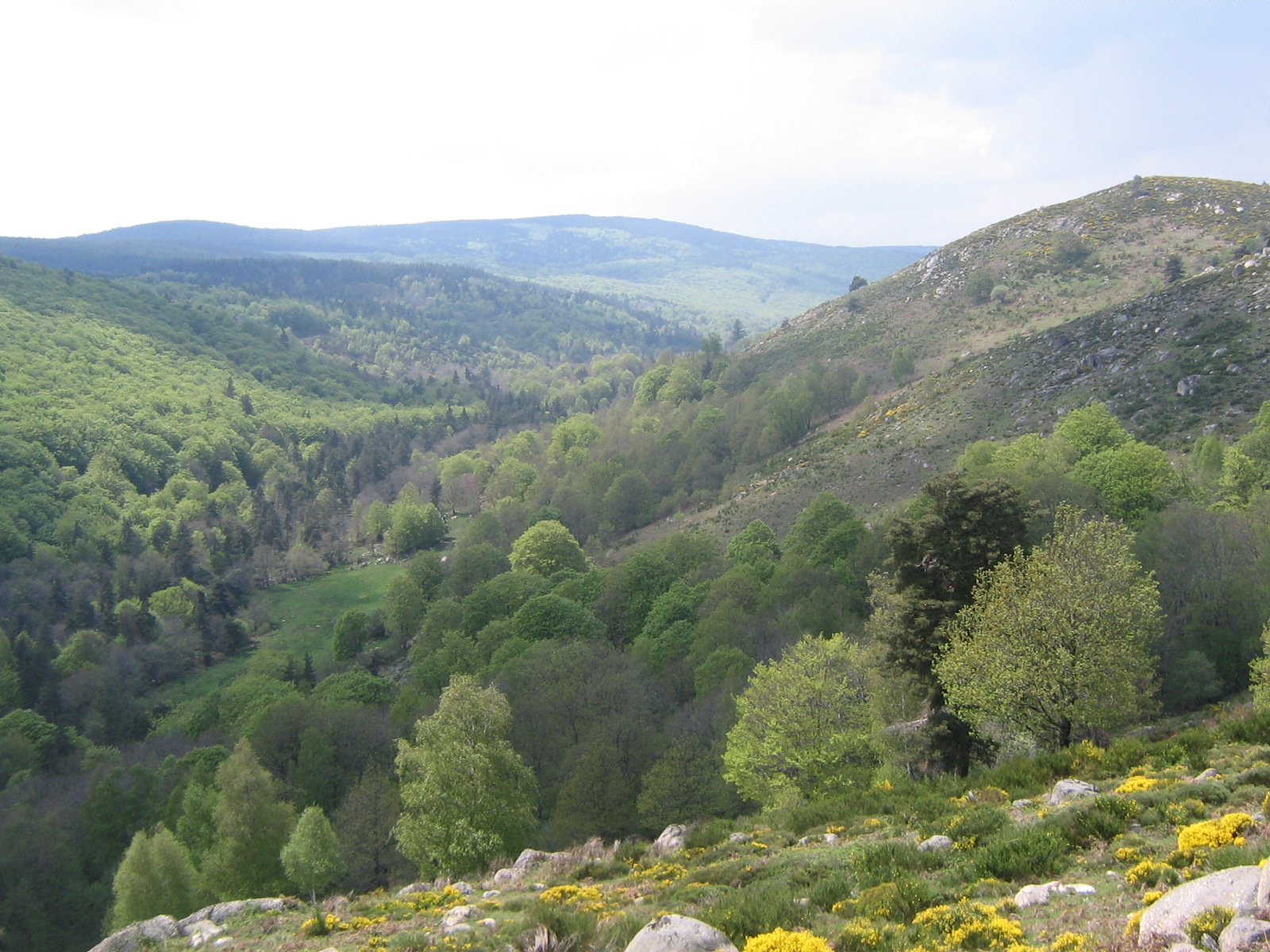
La vallée de la Biourière et le Mountasset en arrière-plan

La montagne de Mountasset se situe à l'extrémité sud-est des monts d'Aubrac juste à l'est du col de Bonnecombe. Elle fait partie d'un massif qui culmine à 1 407 m (forêt du Baronte ou Coumborio) formant une longue barre d'une dizaine de kilomètres de long qui s'abaisse progressivement vers l'est. Le Mountasset domine au nord la vallée glaciaire de la Biourière (accessible depuis le hameau de la Blatte).

### Géologie
L'ensemble de ce relief a la particularité d'être formé de granite alors que les autres sommets de l'Aubrac sont basaltiques. Cette singularité vient du fait que ce secteur de l'Aubrac a été soulevé à l'ère tertiaire plus vigoureusement que dans sa partie nord. Le socle granitique s'est alors retrouvé là à une altitude relativement élevée et les coulées basaltiques ne l'ont jamais recouvert. La faille de Chirac qui se situe un peu plus à l'est a certainement joué un rôle dans ce mouvement.

### Faune et flore

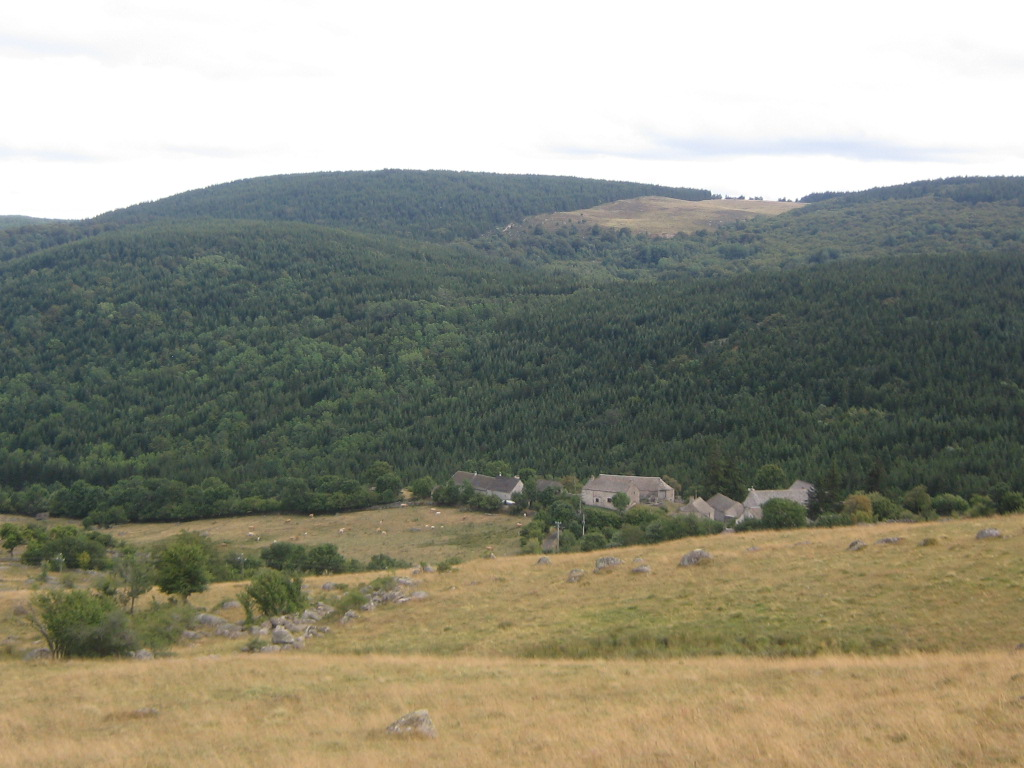
Versant nord du massif avec forêt de hêtre et plantations de résineux

Sur le plan de la végétation, en dehors des vastes plantations de résineux, on trouve des landes à callune et à myrtille commune (typiques l'une et l'autre des sols granitiques peu épais) ainsi que des bois de hêtres assez étendus, surtout en versant nord. Malgré la relative pauvreté des sols, la flore est riche et ne diffère pas sensiblement de celle que l'on peut trouver ailleurs sur l'Aubrac (exception faite des espèces qui ne croissent que sur le basalte). On y recense des fleurs associées aux hêtraies montagnardes comme la Prénanthe pourpre, la Digitale pourpre, le Lis martagon, le Luzule blanc de neige, le Sceau de Salomon verticillé ou le Doronic d'Autriche. Le site comporte également des plantes de haute montagne comme l'Adénostyle à feuilles d'alliaire ou l'Ail victorial (plante qui mériterait d'être protégée, cueillette à prohiber). En versant nord, plusieurs tourbières sont également présentes, classées en ZNIEFF de type 1, abritant des espèces rares et spécifiques à ce milieu comme la Drosera à feuilles rondes, la Canneberge, la Narthécie des marais ou la Gentiane pneumonanthe.
Les forêts du Mountasset abritent, entre autres animaux, des sangliers, des cervidés et des mustélidés (belette, hermine, fouine, martre et certainement loutre). D'autres mammifères, beaucoup plus rares, avaient été signalés par des chasseurs locaux au milieu du XXe siècle, comme le chat sauvage ou la genette mais il est difficile de savoir précisément si ces deux espèces sont toujours présentes dans le massif aujourd'hui.

## Activités
Le Mountasset accueillait autrefois de grands troupeaux de moutons venus du Languedoc pour y pâturer. Ceux-ci empruntaient de très vieux chemins de transhumance appelés drailles. Depuis les années 1960, les troupeaux ont disparu et la montagne a été reboisée. De nos jours, seule subsiste une activité de ski de fond (nombreuses pistes tracées) encadrée par la petite station des Salces-Bonnecombe.